# Hasan İbicioğlu
Hasan İbicioğlu (ur. 1965 w Osmaniye) – turecki ekonomista, b. rektor Uniwersytetu Süleymana Demirela w Isparcie.

## Życiorys
Urodził się w 1965 w Osmaniye. W 1987 ukończył studia na wydziale ekonomii i nauk administracyjnych na Uniwersytecie Dokuz Eylül w Izmirze. Studia z zakresu zarządzania kontynuował na wydziale nauk społecznych Uniwersytetu w Stambule, kończąc je dyplomem w 1994. Po obronie pracy doktorskiej w 1997 otrzymał stanowisko asystenta na wydziale ekonomicznym Uniwersytecie Süleymana Demirela w Isparcie. W 2000 uzyskał tytuł profesora uczelnianego, a w 2006 profesurę państwową.
W pracy naukowej İbicioğlu zajmował się kategorią przywództwa i komunikacji w biznesie. Pełnił funkcję konsultanta firm sektora prywatnego. W latach 2005–2006 pełnił funkcję dyrektora KOSGEB Synergy Center, od 2007 należał do grona konsultantów Izby Handlowo-Przemysłowej w Isparcie. W latach 2007–2008 pełnił funkcję prorektora i dziekana Wydziału Ekonomicznego Uniwersytetu EPOKA w Tiranie. Po powrocie do Isparty w 2011 objął stanowisko rektora Uniwersytetu Süleymana Demirela, a następnie dziekana Wydziału Zarządzania i Organizacji.
Po stłumieniu zamachu stanu w 2016 znalazł się w gronie represjonowanych. W 2017 został aresztowany przez policję turecką i oskarżony o powiązania z organizacją Fethullaha Gülena. 11 grudnia 2017 został skazany przez Sąd Okręgowy w Isparcie na karę 27 lat i 9 miesięcy pozbawienia wolności za przynależność do organizacji terrorystycznej.
Jest żonaty i ma jedno dziecko.